# Водяний вуж бразильський
Брази́льський водяни́й вуж (Hydrodynastes gigas) — отруйна змія з роду Водяні вужі родини Вужеві. Інші назви — «бразильський каптуровий вуж», «несправжня водяна кобра».

## Опис
Загальна довжина коливається від 2,5 до 3 м. Голова укорочена, спереду закруглена, добре відокремлена. Тулуб стрункий та кремезний. У позі загрози підіймає передню третину тулуба й роздуває шийний каптур на кшталт кобри, при цьому грізно сичачи та здійснюючи кидки. Належить до задньоборознистих змій. Самці жовто-коричневі з чорними, неправильної форми плямами або поперечними смугами. Від очей з боків голови та шиї йде чорна смуга. Самиці світло-коричневі з блідішим малюнком.

## Спосіб життя
Полюбляє водойми у вторинних лісах, чагарниках, заплавних луках. Веде напівводний спосіб життя. Активний вдень. Харчується амфібіями, птахами, рибою.
Досить отрутна змія, укуси достатньо болючі.
Це яйцекладна змія. Самиця відкладає 30—42 яйця.

## Розповсюдження
Це ендемік Південної Америки. Мешкає у Гаяні, Суринамі, Перу, Бразилії, східній Болівії, Парагваї, Північній Аргентині.